# Kargowy
Kargowy – osada w Polsce położona w województwie świętokrzyskim, w powiecie buskim, w gminie Busko-Zdrój
W latach 1975–1998 miejscowość administracyjnie należała do województwa kieleckiego.